# Euptychia philodice
Euptychia philodice är en fjärilsart som beskrevs av Frederick DuCane Godman 1878. Euptychia philodice ingår i släktet Euptychia och familjen praktfjärilar. Inga underarter finns listade i Catalogue of Life.